# Afrotis
Afrotis är ett släkte med fåglar i familjen trappar inom ordningen trappfåglar. Släktet omfattar två arter som förekommer i södra Afrika:
- Svarttrapp (A. afra)
- Vitvingad trapp (A. afraoides)